# Aeroportul Spartanburg Downtown Memorial
Aeroportul Spartanburg Downtown Memorial (IATA: SPA, ICAO: KSPA, FAA LID: SPA) este un aeroport din Carolina de Sud, Statele Unite ale Americii. Aeroportul a fost tranzitat în 2019 de 10 pasageri.
Situat la o altitudine de 244 m, aeroportul dispune de 1 pistă.

## Infrastructură

### Piste
Aeroportul dispune de o singură pistă. Pista 5/23 are suprafața de asfalt și dimensiunile 5.202 picioare × 100 picioare. 